# Perú en los Juegos Panamericanos de 2023
Perú fue uno de los países que participaron en los Juegos Panamericanos de 2023 en la ciudad de Santiago, Chile. La delegación peruana estuvo compuesta por 214 deportistas que compitieron en 33 disciplinas deportivas. Los abanderados en la ceremonia de apertura fueron el tirador Nicolás Pacheco y la surfista Mafer Reyes. Perú obtuvo 32 medallas (10 de oro, 6 de plata y 16 de bronce).

## Medallistas
| Medalla           | Atleta / Equipo                           | Deporte                | Evento                  | Fecha          |
| ----------------- | ----------------------------------------- | ---------------------- | ----------------------- | -------------- |
| Medalla de oro    | Cristhian Pacheco                         | Atletismo              | Maratón                 | 22 de octubre  |
| Medalla de oro    | Hugo Ruiz                                 | Ciclismo en pista      | Omnium                  | 24 de octubre  |
| Medalla de oro    | Kimberly García                           | Atletismo              | 20 km Marcha            | 29 de octubre  |
| Medalla de oro    | Piccolo Clemente                          | Surf                   | Longboard               | 30 de octubre  |
| Medalla de oro    | Lucca Mesinas                             | Surf                   | Shortboard              | 30 de octubre  |
| Medalla de oro    | Mafer Reyes                               | Surf                   | Longboard               | 30 de octubre  |
| Medalla de oro    | Luz Rojas                                 | Atletismo              | 10 000 m                | 30 de octubre  |
| Medalla de oro    | Diego Elías                               | Squash                 | Singles                 | 1 de noviembre |
| Medalla de oro    | Stefano Peschiera                         | Vela                   | Laser                   | 4 de noviembre |
| Medalla de oro    | Caterina Romero                           | Vela                   | Sunfish                 | 4 de noviembre |
| Medalla de plata  | Angelo Caro                               | Skateboarding          | Street                  | 21 de octubre  |
| Medalla de plata  | Itzel Delgado                             | Surf                   | Carrera SUP             | 30 de octubre  |
| Medalla de plata  | María Luisa Doig                          | Esgrima                | Espada individual       | 1 de noviembre |
| Medalla de plata  | Kimberly García César Rodríguez           | Atletismo              | Relevo marcha Mixto     | 4 de noviembre |
| Medalla de plata  | Jean Paul de Trazegnies                   | Vela                   | Sunfish                 | 4 de noviembre |
| Medalla de plata  | Alexandra Grande                          | Karate                 | -61 kg                  | 4 de noviembre |
| Medalla de bronce | Hugo de Castillo                          | Taekwondo              | Poomsae individual      | 21 de octubre  |
| Medalla de bronce | Cristian Morales                          | Tiro                   | Rifle de aire 10 metros | 21 de octubre  |
| Medalla de bronce | Luis Bardalez                             | Levantamiento de pesas | 61 kg                   | 21 de octubre  |
| Medalla de bronce | Gladys Tejeda                             | Atletismo              | Maratón                 | 22 de octubre  |
| Medalla de bronce | Luis Ostos                                | Atletismo              | Maratón                 | 22 de octubre  |
| Medalla de bronce | Daniella Borda                            | Tiro                   | Skeet                   | 22 de octubre  |
| Medalla de bronce | Nicolás Pacheco                           | Tiro                   | Skeet                   | 22 de octubre  |
| Medalla de bronce | Inés Castillo José Guevara                | Bádminton              | Dobles mixto            | 24 de octubre  |
| Medalla de bronce | Eriberto Gutiérrez                        | Canotaje               | K-1                     | 29 de octubre  |
| Medalla de bronce | Evelyn Inga                               | Atletismo              | 20 km Marcha            | 29 de octubre  |
| Medalla de bronce | Miguel Tudela                             | Surf                   | Shortboard              | 30 de octubre  |
| Medalla de bronce | Vania Torres                              | Surf                   | Surf SUP                | 30 de octubre  |
| Medalla de bronce | Camila Figueroa                           | Judo                   | -78 kg                  | 30 de octubre  |
| Medalla de bronce | Diego Elías Alonso Escudero               | Squash                 | Dobles                  | 2 de noviembre |
| Medalla de bronce | Diego Elías Alonso Escudero Rafael Gálvez | Squash                 | Equipos                 | 4 de noviembre |
| Medalla de bronce | Nilton Soto                               | Lucha                  | 67 kg                   | 4 de noviembre |

## Atletas
| Disciplina                   | Deportistas |
| Atletismo                    | 18          |
| Bádminton                    | 6           |
| Boxeo                        | 2           |
| Breaking                     | 2           |
| Canotaje en aguas tranquilas | 4           |
| Canotaje en eslalon          | 3           |
| Ciclismo                     | 6           |
| Clavados                     | 4           |
| Equitación                   | 1           |
| Escalada deportiva           | 2           |
| Esgrima                      | 6           |
| Esquí acuático               | 2           |
| Gimnasia                     | 4           |
| Golf                         | 4           |
| Hockey sobre césped          | 16          |
| Judo                         | 7           |
| Karate                       | 5           |
| Levantamiento de pesas       | 6           |
| Lucha                        | 4           |
| Natación                     | 12          |
| Pelota vasca                 | 7           |
| Pentatlón moderno            | 3           |
| Remo                         | 10          |
| Skateboarding                | 3           |
| Sóftbol                      | 16          |
| Squash                       | 3           |
| Surf                         | 10          |
| Taekwondo                    | 6           |
| Tenis                        | 5           |
| Tenis de mesa                | 4           |
| Tiro con arco                | 3           |
| Tiro deportivo               | 16          |
| Vela                         | 12          |
| Vóleibol playa               | 2           |
| Total                        | 214         |

## Deportes

### Atletismo
Femenino
Eventos de campo
| Atleta          | Evento                  | Final     | Final    |
| Atleta          | Evento                  | Distancia | Posición |
| --------------- | ----------------------- | --------- | -------- |
| Ximena Zorrilla⁣ | Lanzamiento de martillo | 59.99     | 8        |

Eventos de pista y ruta
| Atleta           | Evento                     | Final       | Final             |
| Atleta           | Evento                     | Tiempo      | Posición          |
| ---------------- | -------------------------- | ----------- | ----------------- |
| Anita Poma⁣⁣       | 1500 metros                | 4:14.44     | 5                 |
| Verónica Huacasi⁣ | 3000 metros con obstáculos | 10:10.90    | 8                 |
| Sofía Mamani⁣⁣     | 10000 metros               | No finalizó | No finalizó       |
| Luz Mery Rojas   | 10000 metros               | 33:12.99    | Medalla de oro    |
| Lizaida Valdivia⁣⁣ | 10000 metros               | 33:18.21    | 4                 |
| Kimberly García  | 20 kilómetros Marcha       |             | Medalla de oro    |
| Evelyn Inga⁣⁣      | 20 kilómetros Marcha       |             | Medalla de bronce |
| Aydee Loayza⁣     | Maratón                    | 2:30:55     | 4                 |
| Gladys Tejeda⁣    | Maratón                    | 2:30:39     | Medalla de bronce |

Masculino
Eventos de campo
| Atleta       | Evento            | Final     | Final    |
| Atleta       | Evento            | Distancia | Posición |
| ------------ | ----------------- | --------- | -------- |
| José Mandros | Salto de longitud | 59.99     | 8        |

Eventos de pista y ruta
| Atleta            | Evento                     | Semifinal | Semifinal | Final        | Final             |
| Atleta            | Evento                     | Tiempo    | Posición  | Tiempo       | Posición          |
| ----------------- | -------------------------- | --------- | --------- | ------------ | ----------------- |
| Marco Vilca       | 800 metros                 | 1:49.55   | 5         | No clasificó | No clasificó      |
| Julio Palomino    | 3000 metros con obstáculos | ——————    | ——————    | 8:48.50      | 5                 |
| José Luis Rojas   | 10000 metros               | ——————    | ——————    | 30:11.02     | 9                 |
| Luis Campos       | 20 kilómetros Marcha       | ——————    | ——————    | 1:22:03      | 8                 |
| César Rodríguez   | 20 kilómetros Marcha       | ——————    | ——————    | 1:20:49      | 7                 |
| Cristhian Pacheco | Maratón                    | ——————    | ——————    | 2:11:14      | Medalla de oro    |
| Luis Ostos        | Maratón                    | ——————    | ——————    | 2:12:34      | Medalla de bronce |

Mixto
Eventos de pista y ruta
| Atleta                          | Evento        | Final   | Final            |
| Atleta                          | Evento        | Tiempo  | Posición         |
| ------------------------------- | ------------- | ------- | ---------------- |
| Kimberly García César Rodríguez | Relevo marcha | 3:01.14 | Medalla de plata |

### Bádminton
Femenino
| Atleta                       | Evento     | Ronda de 64     | Ronda de 32         | Ronda de 16         | Cuartos de final | Semifinal       | Final           | Posición Final |
| Atleta                       | Evento     | Rival Resultado | Rival Resultado     | Rival Resultado     | Rival Resultado  | Rival Resultado | Rival Resultado | Posición Final |
| ---------------------------- | ---------- | --------------- | ------------------- | ------------------- | ---------------- | --------------- | --------------- | -------------- |
| Inés Castillo                | Individual | ——————          | Laura Londoño 2-0   | Ashley Montre 2-0   | Rachel Chan 0-2  | No clasificó    | No clasificó    | 5              |
| Fernanda Saponara            | Individual | ——————          | Marina Palacios 2-0 | Haramara Gaitán 0-2 | No clasificó     | No clasificó    | No clasificó    | 9              |
| Inés Castillo Paula La Torre | Dobles     | ——————          | ——————              | El Salvador 2-0     | Canadá 0-2       | No clasificó    | No clasificó    | 5              |

Masculino
| Atleta                  | Evento     | Ronda de 32       | Ronda de 16               | Cuartos de final | Semifinal       | Final           | Posición Final |
| Atleta                  | Evento     | Rival Resultado   | Rival Resultado           | Rival Resultado  | Rival Resultado | Rival Resultado | Posición Final |
| ----------------------- | ---------- | ----------------- | ------------------------- | ---------------- | --------------- | --------------- | -------------- |
| Adriano Viale           | Individual | Reece Marcano 2-0 | Ren Jie Leo Lee Hsieh 2-0 | Kevin Cordón 0-2 | No clasificó    | No clasificó    | 5              |
| José Guevara Diego Mini | Dobles     | ——————            | México 0-2                | No clasificó     | No clasificó    | No clasificó    | 9              |

Mixto
| Atleta                     | Evento       | Ronda de 32     | Ronda de 16        | Cuartos de final | Semifinal       | Final           | Posición Final    |
| Atleta                     | Evento       | Rival Resultado | Rival Resultado    | Rival Resultado  | Rival Resultado | Rival Resultado | Posición Final    |
| -------------------------- | ------------ | --------------- | ------------------ | ---------------- | --------------- | --------------- | ----------------- |
| Diego Mini Paula La Torre  | Dobles mixto | Chile 2-0       | Estados Unidos 0-2 | No clasificó     | No clasificó    | No clasificó    | 9                 |
| Inés Castillo José Guevara | Dobles mixto | El Salvador 2-0 | Cuba 2-0           | Argentina 2-0    | Canadá 0-2      | No clasificó    | Medalla de bronce |

### Boxeo
Femenino
| Atleta          | Evento | Cuartos de final   | Semifinal       | Final           | Posición final |
| Atleta          | Evento | Rival Resultado    | Rival Resultado | Rival Resultado | Posición final |
| --------------- | ------ | ------------------ | --------------- | --------------- | -------------- |
| Daisy Bamberger | –57 kg | Jucielen Romeu 0-5 | No clasificó    | No clasificó    | 5              |

Masculino
| Atleta      | Evento   | Ronda de 32         | Ronda de 16     | Cuartos de final | Semifinal       | Final           | Posición final |
| Atleta      | Evento   | Rival Resultado     | Rival Resultado | Rival Resultado  | Rival Resultado | Rival Resultado | Posición final |
| ----------- | -------- | ------------------- | --------------- | ---------------- | --------------- | --------------- | -------------- |
| Leodan Pezo | –63.5 kg | Luciano Amaya RSC-I | No clasificó    | No clasificó     | No clasificó    | No clasificó    | 17             |

### Breaking
Femenino
| Atleta                | Apodo  | Evento  | Roda de grupos  | Roda de grupos    | Roda de grupos     | Roda de grupos | Cuartos de final | Semifinal       | Final           | Posición final |
| Atleta                | Apodo  | Evento  | Rival Resultado | Rival Resultado   | Rival Resultado    | Posición       | Rival Resultado  | Rival Resultado | Rival Resultado | Posición final |
| --------------------- | ------ | ------- | --------------- | ----------------- | ------------------ | -------------- | ---------------- | --------------- | --------------- | -------------- |
| Tiara Carpio⁣          | Tiara  | B-Girls | Lakshmi Hop 0–2 | Tiffany Leung 0–2 | Emma Misak 0–2     | 4              | No clasificó     | No clasificó    | No clasificó    | 15             |
| Lourdes Huachuhuillca⁣ | Monchi | B-Girls | Abril Nadal 0–2 | Vicki Chang 0–2   | Swami Mostelac 0–2 | 4              | No clasificó     | No clasificó    | No clasificó    | 14             |

### Canotaje en aguas tranquilas
Femenino
| Atleta                       | Evento    | Clasificación | Clasificación | Semifinal | Semifinal | Final   | Final    |
| Atleta                       | Evento    | Tiempo        | Posición      | Tiempo    | Posición  | Tiempo  | Posición |
| ---------------------------- | --------- | ------------- | ------------- | --------- | --------- | ------- | -------- |
| Kyara Vargas                 | K-1 500 m | 2:25.63       | 7             | 2:26.86   | 5         | 2:25.84 | 13       |
| Kyara Vargas Diana Gomringer | K-2 500 m | 2:19.48       | 5             | 2:18.59   | 5         | 2:11.33 | 9        |

Masculino
| Atleta             | Evento     | Clasificación | Clasificación | Semifinal | Semifinal | Final   | Final    |
| Atleta             | Evento     | Tiempo        | Posición      | Tiempo    | Posición  | Tiempo  | Posición |
| ------------------ | ---------- | ------------- | ------------- | --------- | --------- | ------- | -------- |
| Colin Portocarrero | C-1 1000 m | 4:51.97       | 6             | 5:06.44   | 8         | 4:45.60 | 11       |
| Esteven Hidalgo    | K-1 1000 m | 4:02.67       | 8             | 4:00.75   | 5         | 3:54.96 | 12       |

### Canotaje en eslalon
Femenino
| Atleta        | Evento | Clasificación | Clasificación | Clasificación | Repechaje | Semifinal    | Semifinal    | Final        | Final        |
| Atleta        | Evento | Ronda 1       | Ronda 2       | Posición      | Posición  | Tiempo       | Posición     | Tiempo       | Posición     |
| ------------- | ------ | ------------- | ------------- | ------------- | --------- | ------------ | ------------ | ------------ | ------------ |
| Lenny Ramírez | K-1    | 123.19        | 174.31        | 7             | —         | 195.38       | 6            | 402.00       | 6            |
| Lenny Ramírez | EK-1   | 68.55         | —             | 15            | 3         | No clasificó | No clasificó | No clasificó | No clasificó |

Masculino
| Atleta                | Evento | Clasificación | Clasificación | Clasificación | Repechaje | Semifinal    | Semifinal    | Final             | Final             |
| Atleta                | Evento | Ronda 1       | Ronda 2       | Posición      | Posición  | Tiempo       | Posición     | Tiempo            | Posición          |
| --------------------- | ------ | ------------- | ------------- | ------------- | --------- | ------------ | ------------ | ----------------- | ----------------- |
| Eriberto Gutiérrez    | K-1    | 88.33         | 89.74         | 8             | —         | No clasificó | No clasificó | No clasificó      | No clasificó      |
| Eriberto Gutiérrez    | EK-1   | 58.55         | —             | 13            | —         | 2            | 2            | Medalla de bronce | Medalla de bronce |
| John Hunter Rodríguez | C-1    | 131.31        | 110.63        | 9             | —         | No clasificó | No clasificó | No clasificó      | No clasificó      |
| John Hunter Rodríguez | EK-1   | 64.59         | —             | 15            | —         | No clasificó | No clasificó | No clasificó      | No clasificó      |

### Ciclismo BMX
Femenino
| Atleta               | Evento    | Semifinal | Semifinal | Final        | Final        | Posición final |
| Atleta               | Evento    | Tiempo    | Posición  | Tiempo       | Posición     | Posición final |
| -------------------- | --------- | --------- | --------- | ------------ | ------------ | -------------- |
| María Victoria Rocha | Freestyle | 27.00     | 6         | No clasificó | No clasificó | 6              |

Masculino
| Atleta           | Evento    | Clasificación | Clasificación | Cuartos de final | Cuartos de final | Semifinal    | Semifinal    | Final        | Final        | Posición final |
| Atleta           | Evento    | Tiempo        | Posición      | Puntos           | Posición         | Tiempo       | Posición     | Tiempo       | Posición     | Posición final |
| ---------------- | --------- | ------------- | ------------- | ---------------- | ---------------- | ------------ | ------------ | ------------ | ------------ | -------------- |
| Job Montañéz     | Freestyle | —————         | —————         | —————            | —————            | 40.17        | 9            | No clasificó | No clasificó | 9              |
| André Lacroix    | Racing    | 34.740        | 18            | 15               | 5                | No clasificó | No clasificó | No clasificó | No clasificó | 19             |
| Francisco Mamani | Racing    | 34.250        | 16            | 13               | 5                | No clasificó | No clasificó | No clasificó | No clasificó | 17             |

### Ciclismo de montaña
Masculino
| Atleta           | Evento        | Final   | Final    |
| Atleta           | Evento        | Tiempo  | Posición |
| ---------------- | ------------- | ------- | -------- |
| Alexander Urbina | Cross country | 1:25:47 | 13       |

### Ciclismo en pista
Masculino
Omnium
| Atleta    | Evento | Scratch | Scratch  | Tempo  | Tempo    | Eliminación | Eliminación | Puntos | Puntos   | Total  | Total          |
| Atleta    | Evento | Puntos  | Posición | Puntos | Posición | Puntos      | Posición    | Puntos | Posición | Puntos | Posición       |
| --------- | ------ | ------- | -------- | ------ | -------- | ----------- | ----------- | ------ | -------- | ------ | -------------- |
| Hugo Ruiz | Omnium | 20      | 11       | 36     | 3        | 36          | 3           | 33     | 1        | 125    | Medalla de oro |

### Ciclismo en ruta
Masculino
| Atleta    | Evento          | Tiempo  | Posición |
| --------- | --------------- | ------- | -------- |
| Hugo Ruiz | Ruta individual | 3:46:08 | 11       |

### Clavados
Femenino
| Atleta                  | Evento                     | Preliminar   | Preliminar   | Final        | Final        | Posición final |
| Atleta                  | Evento                     | Puntos       | Posición     | Puntos       | Posición     | Posición final |
| ----------------------- | -------------------------- | ------------ | ------------ | ------------ | ------------ | -------------- |
| Ana Ricci               | Trampolín 1 m              | 216.00       | 9 Q          | 216.65       | 11           | 11             |
| Mayte Salinas           | Trampolín 1 m              | 156.60       | 15           | No clasificó | No clasificó | 15             |
| Pamela Reyes            | Trampolín 3 m              | 144.20       | 17           | No clasificó | No clasificó | 17             |
| Ana Ricci               | Trampolín 3 m              | 227.15       | 14           | No clasificó | No clasificó | 14             |
| Mayte Salinas           | Trampolín 3 m              | No participó | No participó | No participó | No participó | ——             |
| Pamela Reyes            | Plataforma 10 m            | 183.45       | 16           | No clasificó | No clasificó | 16             |
| Ana Ricci Mayte Salinas | Trampolín 3 m sincronizado | ——————       | ——————       | 219.00       | 7            | 7              |

Masculino
| Atleta        | Evento          | Preliminar   | Preliminar   | Final        | Final        | Posición final |
| Atleta        | Evento          | Puntos       | Posición     | Puntos       | Posición     | Posición final |
| ------------- | --------------- | ------------ | ------------ | ------------ | ------------ | -------------- |
| Jesús Liranzo | Trampolín 1 m   | 348.15       | 5            | 361.45       | 5            | 5              |
| Jesús Liranzo | Trampolín 3 m   | No participó | No participó | No participó | No participó | ——             |
| Jesús Liranzo | Plataforma 10 m | No participó | No participó | No participó | No participó | ——             |

### Equitación
Salto
| Atleta        | Caballo | Evento     | Clasificación | Clasificación | Clasificación | Clasificación | Clasificación | Clasificación | Clasificación | Clasificación | Final   | Final    | Final        | Final        | Final  | Final    |
| Atleta        | Caballo | Evento     | Ronda 1       | Ronda 1       | Ronda 2-1     | Ronda 2-1     | Ronda 2-2     | Ronda 2-2     | Total         | Total         | Ronda A | Ronda A  | Ronda B      | Ronda B      | Total  | Total    |
| Atleta        | Caballo | Evento     | Faltas        | Posición      | Faltas        | Posición      | Faltas        | Posición      | Faltas        | Posición      | Faltas  | Posición | Faltas       | Posición     | Faltas | Posición |
| ------------- | ------- | ---------- | ------------- | ------------- | ------------- | ------------- | ------------- | ------------- | ------------- | ------------- | ------- | -------- | ------------ | ------------ | ------ | -------- |
| Alonso Valdez | Acuero  | Individual | 3.52          | 11            | 24            | 37            | 4             | =16           | 31.52         | 28 C          | 16      | 19       | No clasificó | No clasificó | 47.52  | 21       |

### Escalada deportiva
Femenino
| Atleta        | Evento                       | Clasificación | Clasificación | Clasificación | Clasificación | Clasificación | Clasificación | Final        | Final        | Final        | Final        | Final        | Final        |
| Atleta        | Evento                       | Bloque        | Bloque        | Dificultad    | Dificultad    | Total         | Total         | Bloque       | Bloque       | Dificultad   | Dificultad   | Total        | Total        |
| Atleta        | Evento                       | Puntos        | Posición      | Puntos        | Posición      | Puntos        | Posición      | Puntos       | Posición     | Puntos       | Posición     | Puntos       | Posición     |
| ------------- | ---------------------------- | ------------- | ------------- | ------------- | ------------- | ------------- | ------------- | ------------ | ------------ | ------------ | ------------ | ------------ | ------------ |
| Sofía Herrera | Bloque y dificultad femenino | 13.9          | 20            | 9.1           | 20            | 23            | 20            | No clasificó | No clasificó | No clasificó | No clasificó | No clasificó | No clasificó |

Masculino
| Atleta          | Evento                        | Clasificación | Clasificación | Clasificación | Clasificación | Clasificación | Clasificación | Final        | Final        | Final        | Final        | Final        | Final        |
| Atleta          | Evento                        | Bloque        | Bloque        | Dificultad    | Dificultad    | Total         | Total         | Bloque       | Bloque       | Dificultad   | Dificultad   | Total        | Total        |
| Atleta          | Evento                        | Puntos        | Posición      | Puntos        | Posición      | Puntos        | Posición      | Puntos       | Posición     | Puntos       | Posición     | Puntos       | Posición     |
| --------------- | ----------------------------- | ------------- | ------------- | ------------- | ------------- | ------------- | ------------- | ------------ | ------------ | ------------ | ------------ | ------------ | ------------ |
| Diego Lequerica | Bloque y dificultad masculino | 64.7          | 9             | 36            | 14            | 100.7         | 12            | No clasificó | No clasificó | No clasificó | No clasificó | No clasificó | No clasificó |

### Esgrima
Femenino
| Atleta                                 | Evento             | Clasificación | Clasificación | Octavos de final      | Cuartos de final         | Semifinal              | Final                     | Posición Final   |
| Atleta                                 | Evento             | Victorias     | Posición      | Rival Resultado       | Rival Resultado          | Rival Resultado        | Rival Resultado           | Posición Final   |
| -------------------------------------- | ------------------ | ------------- | ------------- | --------------------- | ------------------------ | ---------------------- | ------------------------- | ---------------- |
| María Luisa Doig                       | Espada individual  | 3             | 6             | María Jaramillo 15-9  | Montserrat Viveros 15-10 | Ruien Xiao 15-10       | Isabel Di Tella 9-15      | Medalla de plata |
| Paola Gil                              | Florete individual | 1             | 15            | Lee Kiefer 6-15       | No clasificó             | No clasificó           | No clasificó              | 15               |
| Kusi Rosales                           | Florete individual | 3             | 9             | Alely Hernández 11-12 | No clasificó             | No clasificó           | No clasificó              | 9                |
| Paola Gil Kusi Rosales Mariana Soriano | Florete equipos    | ————————————  | ————————————  | ————————————          | Estados Unidos 15-45     | Puesto 5-8 Chile 27-45 | Puesto 7-8 Colombia 45-29 | 7                |

Masculino
| Atleta         | Evento            | Clasificación | Clasificación | Octavos de final   | Cuartos de final | Semifinal       | Final           | Posición Final |
| Atleta         | Evento            | Victorias     | Posición      | Rival Resultado    | Rival Resultado  | Rival Resultado | Rival Resultado | Posición Final |
| -------------- | ----------------- | ------------- | ------------- | ------------------ | ---------------- | --------------- | --------------- | -------------- |
| Eduardo García | Espada individual | 1             | 17            | No clasificó       | No clasificó     | No clasificó    | No clasificó    | 17             |
| Fabián Huapaya | Sable individual  | 2             | 14            | Shaul Gordon 11-12 | No clasificó     | No clasificó    | No clasificó    | 14             |

### Esquí acuático
Femenino
| Atleta            | Evento  | Preliminar    | Preliminar | Preliminar | Preliminar | Preliminar | Final         | Final        | Final        | Final        | Final        |
| Atleta            | Evento  | Slalom        | Salto      | Figuras    | Total      | Posición   | Slalom        | Salto        | Figuras      | Total        | Posición     |
| ----------------- | ------- | ------------- | ---------- | ---------- | ---------- | ---------- | ------------- | ------------ | ------------ | ------------ | ------------ |
| Delfina Cuglievan | Slalom  | 3.00/55/11.25 | ————       | ————       | ————       | 4          | 3.50/55/11.25 | ————         | ————         | ————         | 4            |
| Delfina Cuglievan | Salto   | ————          | 1.0        | ————       | ————       | 8          | ————          | No clasificó | ————         | ————         | No clasificó |
| Delfina Cuglievan | General | 818.18        | 0.00       | 0.00       | 818.18     | 10         | No clasificó  | No clasificó | No clasificó | No clasificó | No clasificó |
| Natalia Cuglievan | Figuras | ————          | ————       | 9900       |            | 4          | ————          | ————         | 10060        | ————         | 4            |

### Gimnasia artística
Femenino
| Atleta | Evento | Aparato          | Aparato            | Aparato      | Aparato      | Total        | Posición Final |              |              |
| ------ | ------ | ---------------- | ------------------ | ------------ | ------------ | ------------ | -------------- | ------------ | ------------ |
| Atleta | Evento | Ana Karina Reyes⁣ | General individual | No participó | No participó | No participó | No participó   | No participó | No participó |

Masculino
| Atleta          | Evento              | Aparato        | Aparato            | Aparato | Aparato | Aparato | Aparato | Total  | Posición Final |        |        |        |    |
| --------------- | ------------------- | -------------- | ------------------ | ------- | ------- | ------- | ------- | ------ | -------------- | ------ | ------ | ------ | -- |
| Atleta          | Evento              | Daniel Alarcón | General individual | 11.400  | 12.733  | 13.166  | 12.766  | Total  | Posición Final | 12.066 | 12.400 | 74.531 | 18 |
| Edward González | Caballo con Arzones | ——             | 12.900             | ————    | ————    | ————    | ————    | 12.900 | 7              |        |        |        |    |

### Gimnasia rítmica
Femenino
| Atleta | Evento | Aparato   | Aparato            | Aparato | Aparato | Total | Posición final |        |        |        |    |
| ------ | ------ | --------- | ------------------ | ------- | ------- | ----- | -------------- | ------ | ------ | ------ | -- |
| Atleta | Evento | Sofía Lay | General individual | 23.700  | 20.050  | Total | Posición final | 23.150 | 24.550 | 91.450 | 17 |

### Golf
Femenino
| Atleta               | Evento     | Final   | Final   | Final   | Final   | Final | Final    |
| Atleta               | Evento     | Ronda 1 | Ronda 2 | Ronda 3 | Ronda 4 | Total | Posición |
| -------------------- | ---------- | ------- | ------- | ------- | ------- | ----- | -------- |
| Luisamariana Mesones | Individual | 77      | 73      | 73      | 74      | 297   | 15       |
| Camila Zignaigo      | Individual | 86      | 84      | 76      | 75      | 321   | 29       |

Masculino
| Atleta        | Evento     | Final   | Final   | Final   | Final   | Final | Final    |
| Atleta        | Evento     | Ronda 1 | Ronda 2 | Ronda 3 | Ronda 4 | Total | Posición |
| ------------- | ---------- | ------- | ------- | ------- | ------- | ----- | -------- |
| Luis Barco    | Individual | 76      | 73      | 73      | 70      | 292   | 24       |
| Joaquín Lolas | Individual | 70      | 73      | 72      | 69      | 284   | 17       |

### Hockey sobre césped
Masculino
| Equipo | Evento           | Fase de grupos  | Fase de grupos  | Fase de grupos  | Fase de grupos | Semifinal                | Final                                | Posición final |
| Equipo | Evento           | Rival Resultado | Rival Resultado | Rival Resultado | Rank           | Rival Resultado          | Rival Resultado                      | Posición final |
| --- | ---------------- | --------------- | --------------- | --------------- | -------------- | ------------------------ | ------------------------------------ | -------------- |
| Jefferson Arcos Manuel Barco Darwin Chávez Angelov Contreras Ernesto Costa Camilo Cotrina Gianfranco Curo Rodrigo Díaz Adrián Huacchillo Adrián Huanca Fernando López Luis De Martis Gabriel Pezo Guillermo Power Daniel Rehder Diego Santiago | Torneo masculino | Chile 0-15      | México 1-6      | Argentina 0-22  | 4              | Puestos 5 a 8 Brasil 1-8 | Puestos 7 a 8 Trinidad y Tobago 0-10 | 8              |

### Judo
Femenino
| Atleta           | Evento | Octavos de final      | Cuartos de final    | Semifinal       | Repechaje             | Final               | Posición Final    |
| Atleta           | Evento | Rival Resultado       | Rival Resultado     | Rival Resultado | Rival Resultado       | Rival Resultado     | Posición Final    |
| ---------------- | ------ | --------------------- | ------------------- | --------------- | --------------------- | ------------------- | ----------------- |
| Brillith Gamarra | −52 kg | Lilian Cordones 00–01 | No clasificó        | No clasificó    | No clasificó          | No clasificó        | 9                 |
| Marián Flores    | −57 kg | Astrid Gavidia 00–10  | No clasificó        | No clasificó    | No clasificó          | No clasificó        | 9                 |
| Camila Figueroa  | −78 kg | ——————                | Sairy Colón 00–11   | ——————          | Coralie Godbout 10–00 | Vanessa Chalá 01–00 | Medalla de bronce |
| Yuliana Bolívar  | +78 kg | ——————                | Moira Morillo 00–10 | ——————          | Beatriz Souza 00–10   | No clasificó        | 7                 |

Masculino
| Atleta             | Evento  | Octavos de final      | Cuartos de final    | Semifinal               | Repechaje       | Final              | Posición Final |
| Atleta             | Evento  | Rival Resultado       | Rival Resultado     | Rival Resultado         | Rival Resultado | Rival Resultado    | Posición Final |
| ------------------ | ------- | --------------------- | ------------------- | ----------------------- | --------------- | ------------------ | -------------- |
| Juan Postigos      | −66 kg  | ——————                | Elmer Ramírez 01–00 | Julien Frascadore 00–10 | ——————          | Willian Lima 00–10 | 4              |
| Daryl Yamamoto     | −100 kg | Liester Cardona 00–11 | No clasificó        | No clasificó            | No clasificó    | No clasificó       | 9              |
| Valentino Valdivia | +100 kg | Sergio del Sol 00–10  | No clasificó        | No clasificó            | No clasificó    | No clasificó       | 9              |

### Karate
Femenino
| Atleta             | Evento | Fase de grupos                                                                      | Semifinal       | Final                | Posición Final   |
| Atleta             | Evento | Rival Resultado                                                                     | Rival Resultado | Rival Resultado      | Posición Final   |
| ------------------ | ------ | ----------------------------------------------------------------------------------- | --------------- | -------------------- | ---------------- |
| Claudia de la Cruz | -50 kg | Gabriella Izaguirre 2-1 Yamila Benítez 2-1 Doralvis Delgado 1-0 Bárbara Morales 0-3 | No clasificó    | No clasificó         | 5                |
| Alexandra Grande   | -61 kg | Janessa Fonseca 5-6 Alexandra Wainwright 2-0 Bárbara Huaquiman 3-1                  | María Wong 5-4  | Janessa Fonseca 7-10 | Medalla de plata |
| Sol Cabrera        | -68 kg | Wendy Mosquera 0-5 Skylar Lingl 1-1 Anastasiia Velozo 0-9                           | No clasificó    | No clasificó         | 7                |
| Gianella Fernández | +68 kg | Brenda Padilha 0-2 Pamela Rodríguez 2-5 Shanee Torres 1-0 Javiera González 3-7      | No clasificó    | No clasificó         | 9                |

Masculino
| Atleta       | Evento          | Fase de grupos                                                               | Final                          | Posición Final |
| Atleta       | Evento          | Rival Resultado                                                              | Rival Resultado                | Posición Final |
| ------------ | --------------- | ---------------------------------------------------------------------------- | ------------------------------ | -------------- |
| Mariano Wong | Kata individual | Simón Luengo 40.20–37.70 Clever Leocadio 40.50–39.00 Bruno Conde 39.70–38.30 | Luca Impagnatiello 39.30–40.20 | 4              |

### Levantamiento de pesas
Femenino
| Atleta            | Evento | Arranque  | Arranque | Envión    | Envión   | Total | Posición |
| Atleta            | Evento | Resultado | Posición | Resultado | Posición | Total | Posición |
| ----------------- | ------ | --------- | -------- | --------- | -------- | ----- | -------- |
| Shoely Mego⁣       | –49 kg | 78        | 4        | 100       | ——       | 78    | ——       |
| Analí Saldarriaga | –59 kg | 68        | 14       | 87        | 12       | 155   | 13       |
| Eldi Paredes⁣      | –71 kg | 87        | 10       | 111       | 9        | 198   | 10       |

Masculino
| Atleta        | Evento  | Arranque  | Arranque | Envión    | Envión   | Total | Posición          |
| Atleta        | Evento  | Resultado | Posición | Resultado | Posición | Total | Posición          |
| ------------- | ------- | --------- | -------- | --------- | -------- | ----- | ----------------- |
| Luis Bardalez | –61 kg  | 124       | 4        | 151       | 3        | 275   | Medalla de bronce |
| Amel Atencia  | –102 kg | 155       | 9        | 196       | 6        | 351   | 8                 |
| Hernán Viera  | +102 kg | 152       | 8        | 205       | 3        | 357   | 8                 |

### Lucha
Femenino
| Atleta         | Evento | Ronda de 16     | Cuartos de final  | Semifinal       | Repechaje       | Final              | Posición final |
| Atleta         | Evento | Rival Resultado | Rival Resultado   | Rival Resultado | Rival Resultado | Rival Resultado    | Posición final |
| -------------- | ------ | --------------- | ----------------- | --------------- | --------------- | ------------------ | -------------- |
| Thalía Mallqui | 53 kg  | ————            | Lucía Yépez 0-10  | No clasificó    | ————            | Antonia Valdés 2-4 | 5              |
| Yanet Sovero   | 68 kg  | ————            | Ámbar Garnica 0-4 | No clasificó    | No clasificó    | No clasificó       | 8              |

Masculino
| Atleta          | Evento | Ronda de 16         | Cuartos de final     | Semifinal        | Repechaje        | Final                  | Posición final    |
| Atleta          | Evento | Rival Resultado     | Rival Resultado      | Rival Resultado  | Rival Resultado  | Rival Resultado        | Posición final    |
| --------------- | ------ | ------------------- | -------------------- | ---------------- | ---------------- | ---------------------- | ----------------- |
| Sixto Auccapiña | 65 kg  | Nahshon Garrett 1-3 | No clasificó         | No clasificó     | Andre Quispe 4-0 | Agustín Destribats 1-3 | 5                 |
| Nilton Soto     | 67 kg  | Edsson Olmos 0-0    | Starlin Laguerre 6-5 | Julián Horta 0-8 | No clasificó     | No clasificó           | Medalla de bronce |

### Natación
Femenino
| Atleta                                                                          | Evento                     | Eliminatoria | Eliminatoria | Final        | Final        |
| Atleta                                                                          | Evento                     | Tiempo       | Posición     | Tiempo       | Posición     |
| ------------------------------------------------------------------------------- | -------------------------- | ------------ | ------------ | ------------ | ------------ |
| Rafaela Fernandini                                                              | 50 m libre                 | 26.25        | 16           | 26.12        | 14           |
| Rafaela Fernandini                                                              | 100 m libre                | 57.61        | 17           | 57.34        | 13           |
| María Bramont-Arias                                                             | 800 m libre                | ——           | ——           | 9:12:96      | 10           |
| María Bramont-Arias                                                             | 1500 m libre               | ——           | ——           | 17:47:89     | 11           |
| McKenna De Bever                                                                | 100 m espalda              | 1:03.23      | 12           | 1:03.54      | 15           |
| Alexia Sotomayor                                                                | 100 m espalda              | 1:04.08      | 17           | No clasificó | No clasificó |
| McKenna De Bever                                                                | 200 m espalda              | 2:16.68      | 6            | 2:17.43      | 7            |
| Alexia Sotomayor                                                                | 200 m espalda              | 2:18.32      | 11           | 2:16.62      | 10           |
| María Fe Muñoz                                                                  | 100 m mariposa             | 1:03.35      | 20           | No clasificó | No clasificó |
| Yasmín Silva                                                                    | 200 m mariposa             | 2:15.51      | 8            | 2:15.90      | 7            |
| McKenna De Bever                                                                | 200 m combinado            | 2:17.58      | 7            | 2:18.28      | 8            |
| María Fe Muñoz                                                                  | 400 m combinado            | 5:09.37      | 14           | Se retiró    | Se retiró    |
| McKenna De Bever Rafaela Fernandini Sophía Ribeiro Alexia Sotomayor             | 4 × 100 m relevo libre     | 3:52.77      | 9            | No clasificó | No clasificó |
| Sophía Ribeiro María Bramont-Arias McKenna De Bever María Fe Muñoz Yasmín Silva | 4 × 200 m relevo libre     | 8:43.63      | 10           | 8:58.38      | 8            |
| McKenna De Bever Rafaela Fernandini María Fe Muñoz Yasmín Silva                 | 4 × 100 m relevo combinado | DNS          | DNS          | ——           | ——           |
| María Bramont-Arias                                                             | 10 km en aguas abiertas    | ——           | ——           | 2:02:47.4    | 8            |
| Fanny Ccollcca                                                                  | 10 km en aguas abiertas    | ——           | ——           | 2:04:48.1    | 13           |

Masculino
| Atleta                                                            | Evento                     | Eliminatoria | Eliminatoria | Final        | Final        |
| Atleta                                                            | Evento                     | Tiempo       | Posición     | Tiempo       | Posición     |
| ----------------------------------------------------------------- | -------------------------- | ------------ | ------------ | ------------ | ------------ |
| Joaquín Vargas                                                    | 100 m libre                | 51.72        | 19           | No clasificó | No clasificó |
| Joaquín Vargas                                                    | 200 m libre                | 1:51.18      | 12           | 1:50.75      | 9            |
| Joaquín Vargas                                                    | 400 m libre                | 3:57.78      | 11           | 3:58.06      | 10           |
| Rafael Ponce de León                                              | 800 m libre                | ——           | ——           | 8:24:08      | 18           |
| Rafael Ponce de León                                              | 1500 m libre               | ——           | ——           | 16:15:75     | 16           |
| Ricardo Espinosa Rafael Ponce de León Carlos Cobos Joaquín Vargas | 4 × 100 m relevo libre     | 3:33.90      | 8            | 3:30.34      | 8            |
| Carlos Cobos Joaquín Vargas Ricardo Espinosa Rafael Ponce de León | 4 × 100 m relevo combinado | 4:05.23      | 11           | No clasificó | No clasificó |

Mixto
| Atleta                                                                  | Evento                     | Eliminatoria | Eliminatoria | Final        | Final        |
| Atleta                                                                  | Evento                     | Tiempo       | Posición     | Tiempo       | Posición     |
| ----------------------------------------------------------------------- | -------------------------- | ------------ | ------------ | ------------ | ------------ |
| Rafael Ponce de León Ricardo Espinosa Rafaela Fernandini Sophía Ribeiro | 4 × 100 m relevo libre     | 3:41.90      | 9            | No clasificó | No clasificó |
| Carlos Cobos McKenna De Bever Alexia Sotomayor Ricardo Espinosa         | 4 × 100 m relevo combinado | 4:10.32      | 10           | No clasificó | No clasificó |

### Pelota vasca
Femenino
| Atleta                        | Evento           | Ronda preliminar | Ronda preliminar | Ronda preliminar | Ronda preliminar | Ronda preliminar | Semifinal       | Final           | Posición final |
| Atleta                        | Evento           | Juego 1          | Juego 2          | Juego 3          | Juego 4          | Posición         | Semifinal       | Final           | Posición final |
| Atleta                        | Evento           | Rival Resultado  | Rival Resultado  | Rival Resultado  | Rival Resultado  | Posición         | Rival Resultado | Rival Resultado | Posición final |
| ----------------------------- | ---------------- | ---------------- | ---------------- | ---------------- | ---------------- | ---------------- | --------------- | --------------- | -------------- |
| Nathaly Paredes Mía Rodríguez | Frontenis dobles | Venezuela 0-2    | México 0-2       | Chile 2-0        | Cuba 1-2         | 5                | No clasificó    | No clasificó    | 5              |

Masculino
| Atleta                        | Evento                          | Ronda preliminar   | Ronda preliminar   | Ronda preliminar   | Ronda preliminar | Ronda preliminar | Semifinal       | Final           | Posición final |
| Atleta                        | Evento                          | Juego 1            | Juego 2            | Juego 3            | Juego 4          | Posición         | Semifinal       | Final           | Posición final |
| Atleta                        | Evento                          | Rival Resultado    | Rival Resultado    | Rival Resultado    | Rival Resultado  | Posición         | Rival Resultado | Rival Resultado | Posición final |
| ----------------------------- | ------------------------------- | ------------------ | ------------------ | ------------------ | ---------------- | ---------------- | --------------- | --------------- | -------------- |
| Kevin Quinto                  | Frontball                       | Cristian Abreu 0-2 | Filipe Otheguy 0-2 | Israel Mateos 2-1  | ——               | 3                | No clasificó    | No clasificó    | 5              |
| Gonzalo Bezada David Yupanqui | Frontenis dobles                | Argentina 1-2      | México 0-2         | Estados Unidos 0-2 | Chile 0-2        | 5                | No clasificó    | No clasificó    | 5              |
| André Bellido Reneé Escapa    | Pelota de goma dobles trinquete | México 0-2         | Argentina 0-2      | Uruguay 0-2        | Chile 0-2        | 5                | No clasificó    | No clasificó    | 5              |

### Pentatlón moderno
Femenino
| Atleta            | Evento     | Esgrima   | Esgrima | Esgrima | Semifinal | Semifinal | Semifinal | Semifinal | Semifinal    | Semifinal    | Semifinal    | Semifinal | Semifinal | Final        | Final        | Final        | Final        | Final        | Final        | Final        | Final        | Final        | Final        | Final        | Final        | Final        |
| Atleta            | Evento     | Esgrima   | Esgrima | Esgrima | Esgrima   | Natación  | Natación  | Natación  | Tiro/Carrera | Tiro/Carrera | Tiro/Carrera | Total     | Total     | Esgrima      | Natación     | Natación     | Natación     | Equitación   | Equitación   | Equitación   | Equitación   | Tiro/Carrera | Tiro/Carrera | Tiro/Carrera | Total        | Total        |
| Atleta            | Evento     | Vic./Der. | Pos.    | Ptos.   | Bon.      | Tiem.     | Pos.      | Ptos.     | Tiem.        | Pos.         | Ptos.        | Ptos.     | Pos.      | Bon.         | Tiem.        | Pos.         | Ptos.        | Tiem.        | Falt.        | Pos.         | Ptos.        | Tiem.        | Pos.         | Ptos.        | Ptos.        | Pos.         |
| ----------------- | ---------- | --------- | ------- | ------- | --------- | --------- | --------- | --------- | ------------ | ------------ | ------------ | --------- | --------- | ------------ | ------------ | ------------ | ------------ | ------------ | ------------ | ------------ | ------------ | ------------ | ------------ | ------------ | ------------ | ------------ |
| Arantza Castañeda⁣ | Individual | 5–27      | 32      | 148     | 2         | 3:05.35   | 17        | 180       | 13:52.70     | 16           | 372          | 702       | 17        | No clasificó | No clasificó | No clasificó | No clasificó | No clasificó | No clasificó | No clasificó | No clasificó | No clasificó | No clasificó | No clasificó | No clasificó | No clasificó |

Vic=Victorias; Der=Derrotas; Ptos=Puntos; Bon.=Bonificación; Pos=Posición; Tiem=Tiempo; Falt=Faltas
Masculino
| Atleta                     | Evento     | Esgrima   | Esgrima | Esgrima | Semifinal | Semifinal | Semifinal | Semifinal | Semifinal    | Semifinal    | Semifinal    | Semifinal | Semifinal | Final   | Final    | Final    | Final    | Final      | Final      | Final      | Final      | Final        | Final        | Final        | Final | Final |
| Atleta                     | Evento     | Esgrima   | Esgrima | Esgrima | Esgrima   | Natación  | Natación  | Natación  | Tiro/Carrera | Tiro/Carrera | Tiro/Carrera | Total     | Total     | Esgrima | Natación | Natación | Natación | Equitación | Equitación | Equitación | Equitación | Tiro/Carrera | Tiro/Carrera | Tiro/Carrera | Total | Total |
| Atleta                     | Evento     | Vic./Der. | Pos.    | Ptos.   | Bon.      | Tiem.     | Pos.      | Ptos.     | Tiem.        | Pos.         | Ptos.        | Ptos.     | Pos.      | Bon.    | Tiem.    | Pos.     | Ptos.    | Tiem.      | Falt.      | Pos.       | Ptos.      | Tiem.        | Pos.         | Ptos.        | Ptos. | Pos.  |
| -------------------------- | ---------- | --------- | ------- | ------- | --------- | --------- | --------- | --------- | ------------ | ------------ | ------------ | --------- | --------- | ------- | -------- | -------- | -------- | ---------- | ---------- | ---------- | ---------- | ------------ | ------------ | ------------ | ----- | ----- |
| Santiago Bedia⁣             | Individual | 7–23      | 30      | 166     | 0         | 2:22.36   | 13        | 266       | 12:12.90     | 16           | 535          | 967       | 16        |         |          |          |          |            |            |            |            |              |              |              |       |       |
| Jair Samamé                | Individual | 15–15     | 17      | 214     | 0         | 2:24.88   | 15        | 261       | 12:19.70     | 15           | 561          | 1036      | 15        |         |          |          |          |            |            |            |            |              |              |              |       |       |
| Santiago Bedia⁣ Jair Samame⁣ | Relevos    | 12–24     | 11      | 190     | ————      | ————      | ————      | ————      | ————         | ————         | ————         | ————      | ————      | 0       | 2:07.93  | 11       | 295      | Eliminado  | Eliminado  | Eliminado  | 0          | 13:20.60     | 10           | 500          | 985   | 11    |

Vic=Victorias; Der=Derrotas; Ptos=Puntos; Bon.=Bonificación; Pos=Posición; Tiem=Tiempo; Falt=Faltas

### Remo
Femenino
| Atleta                            | Evento | Clasificación | Clasificación | Repechage | Repechage | Semifinal | Semifinal | Final A/B | Final A/B |
| Atleta                            | Evento | Tiempo        | Posición      | Tiempo    | Posición  | Tiempo    | Posición  | Tiempo    | Posición  |
| --------------------------------- | ------ | ------------- | ------------- | --------- | --------- | --------- | --------- | --------- | --------- |
| Adriana Sanguineti                | W1X    | 8:36.38       | 2 SA/B        | ————      | ————      | 8:04.20   | 2 FA      | 8:11.32   | 6         |
| Alessia Palacios Valeria Palacios | LW2X   | 7:29.70       | 4 R           | 7:22.13   | 2 FA      | ————      | ————      | 7:21.38   | 5         |

Masculino
| Atleta                             | Evento | Clasificación | Clasificación | Repechage | Repechage | Semifinal | Semifinal | Final A/B | Final A/B |
| Atleta                             | Evento | Tiempo        | Posición      | Tiempo    | Posición  | Tiempo    | Posición  | Tiempo    | Posición  |
| ---------------------------------- | ------ | ------------- | ------------- | --------- | --------- | --------- | --------- | --------- | --------- |
| Álvaro Torres                      | M1X    | 7:26.30       | 2 SA/B        | ————      | ————      | 7:07.51   | 4 FB      | 7:14.87   | 7         |
| Víctor Aspillaga Vincenzo Giurfa   | M2X    | 7:10.89       | 2 SA/B        | ————      | ————      | 7:00.83   | 5 FB      | ————      | ————      |
| Andrés Sandoval César Cipriani     | LM2X   | 6:52.98       | 4 R           | 6:48.29   | 3 FB      | ————      | ————      | 6:52.50   | 7         |
| Alberto Limonta Gianfranco Coletti | M2-    | 7:43.68       | 6 R           | 7:24.87   | 4 FB      | ————      | ————      | 7:19.53   | 9         |

### Skateboarding
Femenino
| Atleta           | Evento | Final  | Final    |
| Atleta           | Evento | Puntos | Posición |
| ---------------- | ------ | ------ | -------- |
| Brigitte Morales | Park   | 75.54  | 4        |

Masculino
| Atleta           | Evento | Final  | Final            |
| Atleta           | Evento | Puntos | Posición         |
| ---------------- | ------ | ------ | ---------------- |
| Raphael Scheelje | Park   | 57.76  | 7                |
| Angelo Caro      | Street | 256.80 | Medalla de plata |

### Sóftbol
Femenino
| Equipo | Evento          | Ronda Preliminar | Ronda Preliminar | Ronda Preliminar | Ronda Preliminar | Semifinal       | Final                                            | Posición final |
| Equipo | Evento          | Rival Resultado  | Rival Resultado  | Rival Resultado  | Posición         | Rival Resultado | Rival Resultado                                  | Posición final |
| --- | --------------- | ---------------- | ---------------- | ---------------- | ---------------- | --------------- | ------------------------------------------------ | -------------- |
| Itati Berru⁣ Paola Cabrera⁣ María Hilario⁣ Thais Kanashiro⁣ Suemi Kobashigawa⁣ Frances Koizumi⁣ Mariafé Maldonado⁣ Allison Mandujano⁣ Kiana Matsuda⁣ María Mora⁣ Alessandra Muguruza⁣ Jimena Nakahara⁣ Adriana Oka⁣ Brunella Vílchez⁣ Alessandra Ykehara⁣ Aimi Iliana Yshiki⁣ | Torneo femenino | Puerto Rico 0-3  | Canadá 0-10      | Cuba 0-4         | 4                | ——              | Partido por el séptimo y octavo lugar Chile 10-0 | 7              |

### Squash
Masculino
| Atleta                                    | Evento  | Ronda de 16          | Cuartos de final                     | Semifinal           | Final                      | Posición final    |
| Atleta                                    | Evento  | Rival Resultado      | Rival Resultado                      | Rival Resultado     | Rival Resultado            | Posición final    |
| ----------------------------------------- | ------- | -------------------- | ------------------------------------ | ------------------- | -------------------------- | ----------------- |
| Diego Elías                               | Singles | Matías Lacroix 3-0   | David Baillargeon 3-1                | Leonel Cárdenas 3-0 | Miguel Ángel Rodríguez 3-1 | Medalla de oro    |
| Alonso Escudero                           | Singles | Leandro Romiglio 0-3 | No clasificó                         | No clasificó        | No clasificó               | 9                 |
| Diego Elías Alonso Escudero               | Dobles  | ——————               | Argentina 2-1                        | México 1-2          | No clasificó               | Medalla de bronce |
| Diego Elías Alonso Escudero Rafael Gálvez | Equipos | ——————               | Equipo de Atletas Independientes 2-0 | Argentina 1-2       | No clasificó               | Medalla de bronce |

### Surf
Femenino
| Atleta         | Evento     | Ronda Principal         | Ronda Principal              | Ronda Principal            | Ronda Principal        | Repechaje                | Repechaje                | Repechaje               | Repechaje                     | Bronce                 | Oro          | Posición final |
| Atleta         | Evento     | 1                       | 2                            | 3                          | 4                      | 1                        | 2                        | 3                       | 4                             | Bronce                 | Oro          | Posición final |
| -------------- | ---------- | ----------------------- | ---------------------------- | -------------------------- | ---------------------- | ------------------------ | ------------------------ | ----------------------- | ----------------------------- | ---------------------- | ------------ | -------------- |
| Sol Aguirre    | Shortboard | Estela López 0.67–10.27 | No clasificó                 | No clasificó               | No clasificó           | Isabella Gómez 6.66–5.50 | Chelsea Tuach 12.57–9.50 | Silvana Lima 14.67–4.50 | Estela López 0.00–8.57        | No clasificó           | No clasificó | 5              |
| Daniella Rosas | Shortboard | Mimi Barona 11.33–6.96  | Candelaria Resano 11.40–8.14 | Tatiana Weston 10.50–12.04 | No clasificó           | ————————                 | ————————                 | ————————                | Sanoa Dempfle-Olin 8.44–11.84 | No clasificó           | No clasificó | 5              |
| Giannisa Vecco | SUP Race   | ——————————————————————  | ——————————————————————       | ——————————————————————     | —————————————————————— | ——————————————————————   | ——————————————————————   | ——————————————————————  | ——————————————————————        | —————————————————————— | 19:00.9      | 7              |

| Atleta       | Evento    | Ronda 1 | Ronda 1  | Ronda 2 | Ronda 2  | Ronda 3                       | Ronda 4                  | Repechaje ronda 1 | Repechaje ronda 2 | Repechaje ronda 3              | Repechaje ronda 4        | Medalla de bronce        | Final                  | Posición          |
| Atleta       | Evento    | Puntos  | Posición | Puntos  | Posición | Rival Resultado               | Rival Resultado          | Rival Resultado   | Rival Resultado   | Rival Resultado                | Rival Resultado          | Rival Resultado          | Rival Resultado        | Posición          |
| ------------ | --------- | ------- | -------- | ------- | -------- | ----------------------------- | ------------------------ | ----------------- | ----------------- | ------------------------------ | ------------------------ | ------------------------ | ---------------------- | ----------------- |
| Mafer Reyes  | Longboard | 15.00   | 1        | 12.17   | 1        | Agostina Pellizzari 8.90–1.10 | Chloé Calmon 14.33–13.37 | ————————          | ————————          | ————————                       | ————————                 | ————————                 | Chloé Calmon 7.50–6.64 | Medalla de oro    |
| Vania Torres | SUP surf  | 7.63    | 1        | 10.07   | 1        | Isabella Gómez 3.47–7.43      | No clasificó             | ——                | ——                | Catherine Bruhwiler 16.16–4.17 | Lucía Cosoleto 8.77–5.33 | Isabella Gómez 3.67–6.33 | No clasificó           | Medalla de bronce |

Masculino
| Atleta        | Evento     | Ronda Principal           | Ronda Principal               | Ronda Principal           | Ronda Principal               | Repechaje              | Repechaje              | Repechaje              | Repechaje                     | Repechaje              | Bronce                   | Oro                           | Posición final    |
| Atleta        | Evento     | 1                         | 2                             | 3                         | 4                             | 1                      | 2                      | 3                      | 4                             | 5                      | Bronce                   | Oro                           | Posición final    |
| ------------- | ---------- | ------------------------- | ----------------------------- | ------------------------- | ----------------------------- | ---------------------- | ---------------------- | ---------------------- | ----------------------------- | ---------------------- | ------------------------ | ----------------------------- | ----------------- |
| Lucca Mesinas | Shortboard | Guillermo Satt 17.67–8.67 | Leandro Usuna 10.66–5.60      | Miguel Tudela 11.83–13.96 | No clasificó                  | ————————               | ————————               | ————————               | Krystian Kymerson 10.80–10.43 | Cody Young 14.67–13.83 | Miguel Tudela 15.50–8.57 | Francisco Bellorin 13.16–9.10 | Medalla de oro    |
| Miguel Tudela | Shortboard | José López 14.27–11.60    | Krystian Kymerson 12.33–11.53 | Lucca Mesinas 13.96–11.83 | Francisco Bellorin 8.66–12.33 | ————————               | ————————               | ————————               | ————————                      | ————————               | Lucca Mesinas 8.57–15.50 | No clasificó                  | Medalla de bronce |
| Itzel Delgado | SUP Race   | ——————————————————————    | ——————————————————————        | ——————————————————————    | ——————————————————————        | —————————————————————— | —————————————————————— | —————————————————————— | ——————————————————————        | —————————————————————— | ——————————————————————   | 13:25.2                       | Medalla de plata  |

| Atleta           | Evento    | Ronda 1 | Ronda 1  | Ronda 2 | Ronda 2  | Ronda 3                  | Ronda 4                  | Repechaje ronda 1 | Repechaje ronda 2           | Repechaje ronda 3 | Repechaje ronda 4 | Medalla de bronce | Final                     | Posición       |
| Atleta           | Evento    | Puntos  | Posición | Puntos  | Posición | Rival Resultado          | Rival Resultado          | Rival Resultado   | Rival Resultado             | Rival Resultado   | Rival Resultado   | Rival Resultado   | Rival Resultado           | Posición       |
| ---------------- | --------- | ------- | -------- | ------- | -------- | ------------------------ | ------------------------ | ----------------- | --------------------------- | ----------------- | ----------------- | ----------------- | ------------------------- | -------------- |
| Piccolo Clemente | Longboard | 12.16   | 1        | 14.07   | 1        | Rafael Cortéz 14.17–8.60 | Carlos Bahia 14.50–11.40 | ————————          | ————————                    | ————————          | ————————          | ————————          | Rafael Cortéz 12.16–10.37 | Medalla de oro |
| Tamil Martino    | SUP surf  | 8.24    | 2        | 6.57    | 3        | No clasificó             | No clasificó             | ——                | Gabriel Salazar 14.60–16.60 | No clasificó      | No clasificó      | No clasificó      | No clasificó              | 7              |

### Taekwondo
Femenino
| Atleta                                          | Evento             | Ronda de 16          | Cuartos de final          | Semifinal       | Repesca         | Final           | Posición Final |
| Atleta                                          | Evento             | Rival Resultado      | Rival Resultado           | Rival Resultado | Rival Resultado | Rival Resultado | Posición Final |
| ----------------------------------------------- | ------------------ | -------------------- | ------------------------- | --------------- | --------------- | --------------- | -------------- |
| Alessandra Suárez                               | –49 kg             | Melina Daniel 0-2    | No clasificó              | No clasificó    | No clasificó    | No clasificó    | 8              |
| Camila Cáceres                                  | –57 kg             | Alisson Montano 0-2  | No clasificó              | No clasificó    | No clasificó    | No clasificó    | 8              |
| Eliana Vásquez                                  | –67 kg             | Claudia Gallardo 0-2 | No clasificó              | No clasificó    | No clasificó    | No clasificó    | 8              |
| Camila Cáceres Alessandra Suárez Eliana Vásquez | Equipos            | Canadá 1-0           | Cuba 30-72                | No clasificó    | No clasificó    | No clasificó    | 5              |
| Gabriela Castillo                               | Poomsae individual | ————                 | Arelis Medina 7.230–7.490 | No clasificó    | No clasificó    | No clasificó    | 4              |

Masculino
| Atleta            | Evento             | Ronda de 16      | Cuartos de final        | Semifinal                  | Repesca          | Final           | Posición Final    |
| Atleta            | Evento             | Rival Resultado  | Rival Resultado         | Rival Resultado            | Rival Resultado  | Rival Resultado | Posición Final    |
| ----------------- | ------------------ | ---------------- | ----------------------- | -------------------------- | ---------------- | --------------- | ----------------- |
| Raymiguel Barreto | +58 kg             | Lucas Guzmán 0-2 | No clasificó            | No clasificó               | Jhon Garrido 0-2 | No clasificó    | 9                 |
| Hugo Del Castillo | Poomsae individual | ————             | Mario Troya 7.630–7.150 | William Arroyo 7.770–7.850 | No clasificó     | No clasificó    | Medalla de bronce |

Mixto
| Atleta                              | Evento          | Puntos | Posición |
| ----------------------------------- | --------------- | ------ | -------- |
| Gabriela Castillo Hugo Del Castillo | Poomsae parejas | 7.240  | 8        |

### Tenis
Femenino
| Atleta                              | Evento       | Ronda de 64        | Ronda de 32           | Ronda de 16              | Cuartos de final | Semifinal       | Final           | Posición final |
| Atleta                              | Evento       | Rival Resultado    | Rival Resultado       | Rival Resultado          | Rival Resultado  | Rival Resultado | Rival Resultado | Posición final |
| ----------------------------------- | ------------ | ------------------ | --------------------- | ------------------------ | ---------------- | --------------- | --------------- | -------------- |
| Romina Ccuno                        | Individuales | ———                | Juliana Rodríguez 2-0 | Vanesa Suárez 0-2        | No clasificó     | No clasificó    | No clasificó    | 9              |
| Anastasia Iamachkine                | Individuales | ———                | Yolande Leacock 2-0   | Rebecca Marino 0-2       | No clasificó     | No clasificó    | No clasificó    | 9              |
| Lucciana Pérez                      | Individuales | Arina Valitova 2-0 | Camila Romero 2-0     | Laura Pigossi 1-2        | No clasificó     | No clasificó    | No clasificó    | 9              |
| Anastasia Iamachkine Lucciana Pérez | Dobles       | ——————             | ——————                | República Dominicana 2-0 | Colombia 0-2     | No clasificó    | No clasificó    | 5              |

Masculino
| Atleta                                | Evento       | Ronda de 64        | Ronda de 32         | Ronda de 16     | Cuartos de final | Semifinal       | Final           | Posición final |
| Atleta                                | Evento       | Rival Resultado    | Rival Resultado     | Rival Resultado | Rival Resultado  | Rival Resultado | Rival Resultado | Posición final |
| ------------------------------------- | ------------ | ------------------ | ------------------- | --------------- | ---------------- | --------------- | --------------- | -------------- |
| Gonzalo Bueno                         | Individuales | ———                | Adria Soriano 0-2   | No clasificó    | No clasificó     | No clasificó    | No clasificó    | 17             |
| Conner Huertas del Pino               | Individuales | Rodrigo Crespo 2-0 | Thiago Monteiro 0-2 | No clasificó    | No clasificó     | No clasificó    | No clasificó    | 17             |
| Gonzalo Bueno Conner Huertas del Pino | Dobles       | ——————             | ——————              | ——————          | Costa Rica 0-2   | No clasificó    | No clasificó    | 5              |

Mixto
| Atleta                               | Evento       | Ronda de 16              | Cuartos de final   | Semifinal       | Final           | Posición final |
| Atleta                               | Evento       | Rival Resultado          | Rival Resultado    | Rival Resultado | Rival Resultado | Posición final |
| ------------------------------------ | ------------ | ------------------------ | ------------------ | --------------- | --------------- | -------------- |
| Romina Ccuno Conner Huertas del Pino | Dobles mixto | República Dominicana 2-0 | Estados Unidos 2-1 | Colombia 0-2    | Argentina 0-2   | 4              |

### Tenis de mesa
Femenino
| Atleta        | Evento       | Fase de grupos  | Fase de grupos  | Fase de grupos | Ronda de 32         | Ronda de 16     | Cuartos de final | Semifinal       | Final           | Posición final |
| Atleta        | Evento       | Rival Resultado | Rival Resultado | Posición       | Rival Resultado     | Rival Resultado | Rival Resultado  | Rival Resultado | Rival Resultado | Posición final |
| ------------- | ------------ | --------------- | --------------- | -------------- | ------------------- | --------------- | ---------------- | --------------- | --------------- | -------------- |
| Isabel Duffoó | Individuales | ————            | ————            | ————           | Bruna Takahashi 0-4 | No clasificó    | No clasificó     | No clasificó    | No clasificó    | 17             |

Masculino
| Atleta                                         | Evento       | Fase de grupos  | Fase de grupos  | Fase de grupos | Ronda de 32        | Ronda de 16     | Cuartos de final   | Semifinal       | Final           | Posición final |
| Atleta                                         | Evento       | Rival Resultado | Rival Resultado | Posición       | Rival Resultado    | Rival Resultado | Rival Resultado    | Rival Resultado | Rival Resultado | Posición final |
| ---------------------------------------------- | ------------ | --------------- | --------------- | -------------- | ------------------ | --------------- | ------------------ | --------------- | --------------- | -------------- |
| Felipe Duffoó                                  | Individuales | ————            | ————            | ————           | Vitor Ishiy 2-4    | No clasificó    | No clasificó       | No clasificó    | No clasificó    | 17             |
| Carlos Fernández                               | Individuales | ————            | ————            | ————           | Hugo Calderano 0-4 | No clasificó    | No clasificó       | No clasificó    | No clasificó    | 17             |
| Rodrigo Hidalgo Carlos Fernández               | Dobles       | ————————        | ————————        | ————————       | ————————           | Colombia 4-0    | Chile 0-4          | No clasificó    | No clasificó    | 5              |
| Felipe Duffoó Rodrigo Hidalgo Carlos Fernández | Equipos      | Argentina 1-3   | Chile 3-2       | 2              | ————               | ————            | Estados Unidos 1-3 | No clasificó    | No clasificó    | 5              |

Mixto
| Atleta                      | Evento | Ronda de 32     | Ronda de 16     | Cuartos de final | Semifinal       | Final           | Posición final |
| Atleta                      | Evento | Rival Resultado | Rival Resultado | Rival Resultado  | Rival Resultado | Rival Resultado | Posición final |
| --------------------------- | ------ | --------------- | --------------- | ---------------- | --------------- | --------------- | -------------- |
| Felipe Duffoó Isabel Duffoó | Dobles | ————            | Puerto Rico 0-4 | No clasificó     | No clasificó    | No clasificó    | 9              |

### Tiro con arco
Femenino
| Atleta           | Evento               | Clasificación | Clasificación | Ronda de 32     | Ronda de 16         | Cuarto de final | Semifinal       | Final / MB      | Posición Final |
| Atleta           | Evento               | Puntos        | Posición      | Rival Resultado | Rival Resultado     | Rival Resultado | Rival Resultado | Rival Resultado | Posición Final |
| ---------------- | -------------------- | ------------- | ------------- | --------------- | ------------------- | --------------- | --------------- | --------------- | -------------- |
| Beatriz Aliaga   | Compuesto individual | 671           | 15            | ——————          | Alexis Ruiz 141–149 | No clasificó    | No clasificó    | No clasificó    | 9              |
| Alexandra Zavala | Recurvo individual   | 577           | 28            | Ana Rendón 0–6  | No clasificó        | No clasificó    | No clasificó    | No clasificó    | 17             |

Masculino
| Atleta         | Evento             | Clasificación | Clasificación | Ronda de 32       | Ronda de 16     | Cuarto de final | Semifinal       | Final / MB      | Posición Final |
| Atleta         | Evento             | Puntos        | Posición      | Rival Resultado   | Rival Resultado | Rival Resultado | Rival Resultado | Rival Resultado | Posición Final |
| -------------- | ------------------ | ------------- | ------------- | ----------------- | --------------- | --------------- | --------------- | --------------- | -------------- |
| Daniel Velarde | Recurvo individual | 617           | 28            | Jack Williams 2–6 | No clasificó    | No clasificó    | No clasificó    | No clasificó    | 25             |

Mixto
| Atleta                          | Evento        | Clasificación | Clasificación | Ronda de 32     | Ronda de 16     | Cuarto de final | Semifinal       | Final / MB      | Posición Final |
| Atleta                          | Evento        | Puntos        | Posición      | Rival Resultado | Rival Resultado | Rival Resultado | Rival Resultado | Rival Resultado | Posición Final |
| ------------------------------- | ------------- | ------------- | ------------- | --------------- | --------------- | --------------- | --------------- | --------------- | -------------- |
| Daniel Velarde Alexandra Zavala | Recurvo mixto | 1194          | 14            | ——————          | ——————          | Brasil 0–6      | No clasificó    | No clasificó    | 15             |

### Tiro deportivo
Femenino
| Atleta             | Evento                          | Clasificación | Clasificación | Final        | Final             |
| Atleta             | Evento                          | Puntos        | Posición      | Puntos       | Posición          |
| ------------------ | ------------------------------- | ------------- | ------------- | ------------ | ----------------- |
| Annia Becerra      | Pistola de aire 10 metros       | 570           | 6             | 112.4        | 8                 |
| Brianda Rivera     | Pistola de aire 10 metros       | 539           | 24            | No clasificó | No clasificó      |
| Miriam Quintanilla | Pistola 25 metros               | 560           | 12            | No clasificó | No clasificó      |
| Brianda Rivera     | Pistola 25 metros               | 564           | 9             | No clasificó | No clasificó      |
| Alexia Arenas      | Rifle de aire 10 metros         | 622.0         | 8             | 141.9        | 7                 |
| Sara Vizcarra      | Rifle de aire 10 metros         | 619.0         | 12            | No clasificó | No clasificó      |
| Alexia Arenas      | Rifle tres posiciones 20 metros | 568           | 14            | No clasificó | No clasificó      |
| Sara Vizcarra      | Rifle tres posiciones 20 metros | 586           | 3             | 389.7        | 8                 |
| Daniella Borda     | Skeet                           | 114+2         | 6             | 40           | Medalla de bronce |
| Valentina Porcella | Trap                            | 104           | 10            | No clasificó | No clasificó      |

Masculino
| Atleta              | Evento                          | Clasificación | Clasificación | Final        | Final             |
| Atleta              | Evento                          | Puntos        | Posición      | Puntos       | Posición          |
| ------------------- | ------------------------------- | ------------- | ------------- | ------------ | ----------------- |
| Kevin Altamirano    | Pistola de aire 10 metros       | 562           | 18            | No clasificó | No clasificó      |
| Marko Carrillo      | Pistola de aire 10 metros       | 566           | 10            | No clasificó | No clasificó      |
| Kevin Altamirano    | Pistola 25 metros tiro rápido   | 573           | 5             | 12           | 5                 |
| Marko Carrillo      | Pistola 25 metros tiro rápido   | 573           | 3             | 16           | 4                 |
| Cristian Morales    | Rifle de aire 10 metros         | 618.5         | 7             | 225.1        | Medalla de bronce |
| Diego Morín         | Rifle de aire 10 metros         | 616.1         | 12            | No clasificó | No clasificó      |
| Cristian Morales    | Rifle tres posiciones 20 metros | 575           | 8             | 392.0        | 8                 |
| Daniel Vizcarra     | Rifle tres posiciones 20 metros | 573           | 11            | No clasificó | No clasificó      |
| Nicolás Giha        | Skeet                           | 109           | 21            | No clasificó | No clasificó      |
| Nicolás Pacheco     | Skeet                           | 123           | 2             | 44           | Medalla de bronce |
| Asier Cilloniz      | Trap                            | 109           | 15            | No clasificó | No clasificó      |
| Alessandro de Souza | Trap                            | 116+1         | 4             | 28           | 4                 |

Mixto
| Atleta                         | Evento                    | Clasificación | Clasificación | Final        | Final        |
| Atleta                         | Evento                    | Puntos        | Posición      | Puntos       | Posición     |
| ------------------------------ | ------------------------- | ------------- | ------------- | ------------ | ------------ |
| Annia Becerra Marko Carrillo   | Pistola de aire 10 metros | 559           | 13            | No clasificó | No clasificó |
| Sara Vizcarra Cristian Morales | Rifle de aire 10 metros   | 616.8         | 10            | No clasificó | No clasificó |
| Alexia Arenas Diego Morín      | Rifle de aire 10 metros   | 618.1         | 8             | No clasificó | No clasificó |
| Nicolás Pacheco Daniella Borda | Skeet team                | 132           | 8             | No clasificó | No clasificó |

### Vela
Femenino
| Atleta                      | Evento       | Carrera | Carrera | Carrera | Carrera | Carrera | Carrera | Carrera | Carrera | Carrera | Carrera | Carrera  | Carrera  | Carrera  | Carrera  | Carrera  | Carrera  | Carrera  | Carrera  | Carrera | Total  | Total          |
| Atleta                      | Evento       | 1       | 2       | 3       | 4       | 5       | 6       | 7       | 8       | 9       | 10      | 11       | 12       | 13       | 14       | 15       | 16       | CF       | SF       | CM      | Puntos | Posición       |
| --------------------------- | ------------ | ------- | ------- | ------- | ------- | ------- | ------- | ------- | ------- | ------- | ------- | -------- | -------- | -------- | -------- | -------- | -------- | -------- | -------- | ------- | ------ | -------------- |
| María Belén Bazo            | IQFoil       | 2       | 2       | 2       | 1       | 1       | 2       | 1       | 1       | 1       | 2       | 3        | 3        | 1        | 3        | 2        | 2        | —        | 4        | EL      | 20     | 5              |
| Florencia Chiarella         | Laser Radial | 5       | 5       | 6       | 3       | 18      | 3       | 2       | 8       | 5       | 7       | ———————— | ———————— | ———————— | ———————— | ———————— | ———————— | ———————— | ———————— | 8       | 52     | 5              |
| Caterina Romero             | Sunfish      | 1       | 1       | 1       | 1       | 1       | 1       | 1       | 2       | 1       | 1       | ———————— | ———————— | ———————— | ———————— | ———————— | ———————— | ———————— | ———————— | 2       | 11     | Medalla de oro |
| Diana Tudela Adriana Barrón | 49erFX       | 5       | 5       | 6       | 3       | 4       | 5       | 5       | 5       | 5       | 5       | 5        | 5        | ———————— | ———————— | ———————— | ———————— | ———————— | ———————— | 10      | 62     | 5              |

Masculino
| Atleta                  | Evento  | Carrera | Carrera | Carrera | Carrera | Carrera | Carrera | Carrera | Carrera | Carrera | Carrera | Carrera | Total  | Total            |
| Atleta                  | Evento  | 1       | 2       | 3       | 4       | 5       | 6       | 7       | 8       | 9       | 10      | CM      | Puntos | Posición         |
| ----------------------- | ------- | ------- | ------- | ------- | ------- | ------- | ------- | ------- | ------- | ------- | ------- | ------- | ------ | ---------------- |
| Stefano Peschiera       | Laser   | 2       | 8       | 1       | 2       | 2       | 4       | 1       | 7       | 2       | 1       | 4       | 26     | Medalla de oro   |
| Jean Paul de Trazegnies | Sunfish | 3       | 2       | 2       | 3       | 1       | 3       | 2       | 5       | 2       | 4       | 6       | 28     | Medalla de plata |

Mixto
| Atleta                                                | Evento    | Carrera | Carrera | Carrera | Carrera | Carrera | Carrera | Carrera | Carrera | Carrera | Carrera | Carrera | Total  | Total    |
| Atleta                                                | Evento    | 1       | 2       | 3       | 4       | 5       | 6       | 7       | 8       | 9       | 10      | CM      | Puntos | Posición |
| ----------------------------------------------------- | --------- | ------- | ------- | ------- | ------- | ------- | ------- | ------- | ------- | ------- | ------- | ------- | ------ | -------- |
| Ismael Muelle⁣ Alessia Zavala                          | Snipe     | 3       | 6       | 5       | 8       | 5       | 6       | 7       | 6       | 6       | 7       | EL      | 51     | 7        |
| Juan Daniel Mendoza Claudia Gaviño María Gracia Vegas⁣ | Lightning | 5       | 5       | 4       | 7       | 5       | 7       | 5       | 7       | 7       | 2       | 10      | 56     | 5        |

### Vóleibol playa
Femenino
| Equipo                      | Evento          | Fase de grupos     | Fase de grupos  | Fase de grupos             | Fase de grupos | Octavos de final | Cuartos de final | Semifinal       | Final           | Final    |
| Equipo                      | Evento          | Rival Resultado    | Rival Resultado | Rival Resultado            | Posición       | Rival Resultado  | Rival Resultado  | Rival Resultado | Rival Resultado | Posición |
| --------------------------- | --------------- | ------------------ | --------------- | -------------------------- | -------------- | ---------------- | ---------------- | --------------- | --------------- | -------- |
| Lisbeth Allca Claudia Gaona | Torneo femenino | Estados Unidos 0-2 | Argentina 0-2   | Atletas Independientes 0-2 | 3              | Paraguay 2-0     | Brasil 0-2       | Chile 2-0       | México 0-2      | 6        |